# Fantasie d-Moll KV 397 (385g)
Die Fantasie d-Moll KV 397 (385g) von Wolfgang Amadeus Mozart entstand laut unterschiedlicher Quellen entweder 1782 oder 1785. In der erst posthum 1804 erschienenen Erstausgabe fehlt der Schluss. Ob die Komposition von Mozart nicht abgeschlossen wurde oder ob der Schluss verloren gegangen ist, konnte bis heute nicht geklärt werden. Höchstwahrscheinlich wurden die letzten 10 Takte von August Eberhard Müller ergänzt, es wird aber auch nicht ausgeschlossen, dass die Takte doch von Mozart selbst stammen könnten. Die Komposition entstand möglicherweise für einen Trauerakt in jener Freimaurerloge, der Mozart damals angehörte.

## Hintergrund
Von den Tempi her lässt sich folgende Struktur erkennen: Andante – Adagio – Presto – Tempo primo – Presto – Allegretto. Die Prestoabschnitte dauern lediglich einen Takt und bestehen vornehmlich aus einem langen Lauf. Bis zum Allegretto steht die Fantasie im . Ab dem Allegretto steht das Klavierwerk im 2/4-Takt. Der Alberti-Bass ist eine immer wiederkehrende Begleitung innerhalb der Fantasie und hält dieses Werk zusammen. Das Andante stellt eine Art Einleitung dar, welche insgesamt elf Takte lang ist. Hauptmerkmal sind die Triolen, die wie ein Schleier wirken. Das Hauptmotiv, welches innerhalb der langsamen Abschnitten wiederholt ab Takt 12 auftaucht, besteht aus insgesamt zwei Takten und wird innerhalb des Werkes variiert.  Der Allegretto-Abschnitt, der in D-Dur steht, bildet einen Kontrast in mehrfacher Hinsicht: Zum einen steht dieser Abschnitt im 2/4-Takt, wodurch jede ungerade Zählzeit betont wird und somit „flotter“ vonstattengeht. Allegretto ist ein Diminutiv Allegro und bedeutet so viel wie Freudig. Diese Tempobezeichnung unterstreicht den munteren Charakter des letzten Teiles.